# Shania Twain
Shania Twain /ʃəˈnaɪə 'tweɪn/ (sinh 28 tháng 8 năm 1965 với tên khai sinh là Eilleen Regina Edwards) là một nữ ca sĩ kiêm nhạc sĩ nhạc đồng quê và pop người Canada. Album thứ ba của cô mang tên Come on Over là album bởi nữ ca sĩ bán chạy nhất mọi thời đại và cũng là album bán chạy nhất lịch sử nhạc đồng quê. Cô là nữ nghệ sĩ duy nhất có ba album được chứng nhận đĩa Kim cương bởi Hiệp hội Công nghiệp Thu âm Hoa Kỳ (RIAA) và chỉ đứng sau Celine Dion về kỷ lục ca sĩ Canada bán được nhiều đĩa hát nhất mọi thời đại. Twain thu được thành công cả về mặt thương mại lẫn phê bình với 5 giải Grammy, 27 giải BMI và bán được hơn 65 triệu đĩa hát trên thế giới trong đó 48 triệu đĩa được tiêu thụ chỉ riêng tại Mỹ. Cô được xếp hạng 10 trong danh sách những nghệ sĩ bán nhiều đĩa hát nhất trong thời kỳ Nielsen Soundscan với khoảng 33.591.000 đơn vị tới 5 tháng 4 năm 2008.

## Danh sách đĩa hát

### Album
- 1993: Shania Twain
- 1995: The Woman in Me
- 1997: Come On Over
- 2001: The Complete Limelight Sessions
- 2002: Up!
- 2004: Greatest Hits
- 2017: Now
- 2023: Queen of Me

### Đĩa đơn tốp 10
Những đĩa đơn sau lọt vào tốp 5 tại Canada, Mỹ, Liên hiệp Anh và Úc.
| Năm  | Đĩa đơn                                          | Vị trí cao nhất | Vị trí cao nhất | Vị trí cao nhất | Vị trí cao nhất |
| Năm  | Đĩa đơn                                          | Canada          | Mỹ              | Liên hiệp Anh   | Úc              |
| ---- | ------------------------------------------------ | --------------- | --------------- | --------------- | --------------- |
| 1995 | "(If You're Not in It for Love) I'm Outta Here!" | —               | 74              | —               | 5               |
| 1997 | "God Bless the Child"                            | 1               | 75              | —               | —               |
| 1997 | "Love Gets Me Every Time"                        | 4               | 25              | —               | —               |
| 1997 | "Don't Be Stupid (You Know I Love You)"          | 12              | 40              | 5               | 32              |
| 1998 | "You're Still the One"                           | 2               | 2               | 10              | 1               |
| 1998 | "From This Moment On"                            | 4               | 4               | 9               | 2               |
| 1998 | "That Don't Impress Me Much"                     | 5               | 7               | 3               | 2               |
| 1999 | "Man! I Feel Like a Woman!"                      | 17              | 23              | 3               | 4               |
| 2002 | "I'm Gonna Getcha Good!"                         | 1               | 34              | 4               | 14              |
| 2003 | "Up!"                                            | 2               | 62              | 21              | 29              |
| 2003 | "Ka-Ching"                                       | -               | -               | 8               | -               |
| 2003 | "Forever and for Always"                         | 5               | 20              | 6               | 45              |
| 2004 | "Party for Two"                                  | 2               | 58              | 10              | —               |